# Liste der Naturschutzgebiete im Landkreis Hameln-Pyrmont
Im Landkreis Hameln-Pyrmont gibt es 22 Naturschutzgebiete (Stand Februar 2017).
| Name des Gebietes                   | Bild           | Kennung | WDPA   | Landkreis / Stadt                                                    | Standort | Fläche in Hektar | Jahr der Verordnung |
| ----------------------------------- | -------------- | ------- | ------ | -------------------------------------------------------------------- | -------- | ---------------- | ------------------- |
| Alte Teichanlage an der Rinderweide |                | HA 092  | 162098 | Landkreis Hameln-Pyrmont                                             | Position | 4,85             | 1986                |
| Auf Kuhlmannsberge                  |                | HA 128  | 318142 | Landkreis Hameln-Pyrmont                                             | Position | 6,83             | 1988                |
| Beberbach-Humme-Niederung           | weitere Bilder | HA 186  | 162350 | Landkreis Hameln-Pyrmont                                             | Position | 28,79            | 1997                |
| Emmertal                            | weitere Bilder | HA 171  | 162941 | Landkreis Hameln-Pyrmont, Landkreis Holzminden                       | Position | 673,19           | 1994                |
| Heineberg                           | weitere Bilder | HA 020  | 81858  | Landkreis Hameln-Pyrmont                                             | Position | 13,58            | 1949                |
| Hohenstein                          | weitere Bilder | HA 002  | 4391   | Landkreis Hameln-Pyrmont                                             | Position | 917,24           | 1952                |
| Im Heidsieke                        | weitere Bilder | HA 117  | 163870 | Landkreis Hameln-Pyrmont                                             | Position | 8,48             | 1987                |
| Ith                                 | weitere Bilder | HA 214  | 389608 | Landkreis Hameln-Pyrmont, Landkreis Holzminden                       | Position | 2711,13          | 2008                |
| Ithwiesen                           |                | HA 213  | 378102 | Landkreis Hameln-Pyrmont, Landkreis Hildesheim, Landkreis Holzminden | Position | 261,22           | 2007                |
| Kalkofen                            | weitere Bilder | HA 071  | 163990 | Stadt Hameln                                                         | Position | 3,30             | 1984                |
| Nagelbrink                          |                | HA 146  | 164748 | Landkreis Hameln-Pyrmont                                             | Position | 2,71             | 1990                |
| Naturwald Saubrink/Oberberg         |                | HA 097  | 164759 | Landkreis Hameln-Pyrmont                                             | Position | 239,94           | 1986                |
| Rinderweide                         |                | HA 058  | 82420  | Landkreis Hameln-Pyrmont                                             | Position | 6,24             | 1980                |
| Saupark                             | weitere Bilder | HA 025  | 30110  | Landkreis Hameln-Pyrmont, Region Hannover                            | Position | 2431,55          | 1954                |
| Schweineberg                        | weitere Bilder | HA 015  | 165524 | Stadt Hameln                                                         | Position | 166,76           | 1948                |
| Sollberg                            |                | HA 169  | 165593 | Landkreis Hameln-Pyrmont                                             | Position | 15,54            | 1994                |
| St. Avold                           | weitere Bilder | HA 091  | 165635 | Landkreis Hameln-Pyrmont                                             | Position | 8,16             | 1985                |
| Südhang des Thüster Berges          | weitere Bilder | HA 140  | 165782 | Landkreis Hameln-Pyrmont                                             | Position | 59,46            | 1989                |
| Tiefe Sohle                         |                | HA 167  | 165885 | Landkreis Hameln-Pyrmont, Landkreis Schaumburg                       | Position | 15,04            | 1994                |
| Töneböns Teiche                     | weitere Bilder | HA 072  | 165905 | Stadt Hameln                                                         | Position | 26,98            | 1984                |
| Tonstich bei Goldbeck               |                | HA 163  | 165923 | Landkreis Hameln-Pyrmont, Landkreis Schaumburg                       | Position | 8,89             | 1994                |
| Walterbachtal                       | weitere Bilder | HA 124  | 166165 | Landkreis Hameln-Pyrmont, Landkreis Schaumburg                       | Position | 34,78            | 1987                |